# Marc Fadi Gal
Marc Fadi Gal (en llatí Marcus Fadius Gallus) va ser un militar i notable romà amic de Ciceró i de Tit Pomponi Àtic.
Era un home de gran coneixements i de caràcter amigable. Entre les cartes de Ciceró n'hi ha diverses adreçades a ell. Va pertànyer al partit de Juli Cèsar durant la Segona guerra civil amb Pompeu, i va combatre a Hispània com a legat de Cèsar l'any 49 aC. Era seguidor de la filosofia epicúria però tot i així va escriure un elogi de Cató d'Útica que s'ha perdut. La majoria d'edicions de Ciceró el mencionen com a Marc Fabi Gal (Marcus Fabius Gallus) però el nom correcte es Fadi (Fadius).